# Slavistika in slovenistika na Poljskem
Slavistika in slovenistika na Poljskem se poučujeta na Univerzah v Bielski Biali, Krakovu, Gdansku, Varšavi, Lodžu in Katovicah.

## Slavistika na Univerzi v Bielski-Biali
Slavistika na Univerzi v Bielski-Biali je nastala leta 2002, ko je nekdanji del Tehniške Univerze v Lodžu postal neodvisen in se je poimenoval Univerza v Bielski-Biali. Takrat so študentje začeli študirati hrvaščino, ruščino in slovenščino. Študentje imajo tudi možnost izbire drugega jezika kot lektorata in poleg prej omenjenih imajo na voljo še makedonščino, srbščino in slovaščino.
Slavistiko na humanistično-družbenem oddelku od začetka vodi predstojnik prof. Emil Tokarz. Zainteresirani študentje z Univerze v Bielskem imajo med drugim veliko možnosti mednarodnih izmenjav in razvijanja svojega znanja v tujini.
Slovanska filologija je bila na začetku petletni magistrski študij. Imela pa je eno izjemo: leta 2003 je nastala skupina srednjeevropskih študijev s slovenščino kot glavnim jezikom, ki je za študij začela s triletnim programom. Od šolskega leta 2004/2005 pa obstaja samo triletni študij, kateri izpolnjuje pričakovanja in standarde bolonjskega sistema.  študenti imajo možnost nadaljevanja na univerzi, oz. študij nadaljujejo na dvoletnem magistrskem programu. Smer ima zraven programa študija, v katerem so glavni jeziki in z njimi povezani predmeti (književnost, zgodovina, zgodovina jezika in druge humanistične vede), svojo specializacijo, ki pripravlja študente na opravljanje naslednjih poklicev: prevajalec, poslovnež, uslužbenec pri turistični agenciji in drugih. Celotna smer se imenuje slovanska filologija, znotraj te pa je več podsmeri, npr. ruščina v turizmu in poslovanju, kjer se študenti učijo o tem, kako ustanoviti svojo podjetje, s tem se veže turizem v slovanskih državah itd. Na bielski slavistiki se študenti ne učiijo samo slovanskih jezikov, ampak tudi razvijajo svoje znanje, spoznavajo kulturo, zgodovino in dediščino Slovanov, organizirajo različne znanstvene konference in simpozije, pesniške večere, prireditve povezane s slovansko tematiko, izlete in vsako leto prevajalske delavnice, znane tudi na drugih slavistikah. Udeležijo se tudi različnih simpozijev tako na Poljskem kot v tujini ter drugih študentskih dejavnosti.
Na slavistiki so organizirane kulturne prireditve npr: gledališke predstave v raznih slovanskih jezikih. Loška slavistika organizira vsepoljsko olimpijado bolgarskega jezika. Naši študentje se udeležujejo prevajalskih natečajev, mednarodnih študentskih konferenc, prevajalskih delavnic.

### Študetski znanstveni krožek slavistov Univerze Bielsko-Biala
Krožek deluje od 17. decembra 2002, torej odkar je na univerzi v Bielskem nastala slavistika. Glavni cilji krožka so razširitev znanja o slovanskih državah in jezikih, udeležitev v znanstvenih raziskavah, spodbujanje sodelovanja med študenti in skrb za podobo univerze v Bielsko-Biali.
Študentje lahko razvijajo svoje znanje in realizirajo svoje projekte v posebnih skupinah oz. področjih, kot so področja filma, kulture in civilizacije, prevajalstva, ruske kulture in spletnih strani krožka (www.slawistyka.ath.bielsko.pl). Vsak od teh sektorjev ima svojega predstavnika. Za znanstveno stran delovanja skrbi dr. Agnieszka Będkowska-Kopczyk.

## Slovenistika na Univerzi v Bielski-Biali
Trenutno na smeri slovanska filologija s slovenščino kot glavnim jezikom študirajo študenti prvega letnika (25 oseb), tretjega letnika (20 oseb) in petega letnika tj. drugega letnika dvoletnega magistrskega študija (16 oseb). Slovenščino kot lektorat, torej slovenski jezik kot drugi jezik, imajo študentje tretjega letnika hrvaščine (30 oseb).
Program študija zraven  tipičnih humanističnih predmetov (npr. uvod v književnost, filozofija, teorija prevoda) in lektoratov slevenščine ter drugih tujih jezikov, zgodovine slovenskega jezika, zgodovine slovenske književnosti, slovenske slovnice, ponuja tudi vaje iz poslovne slovenščine, strokovnega jezika, umetnega prevoda in direktnega ter nedirektnega prevoda.
Študentje imajo možnost del študija opraviti v Sloveniji (na Univerzi v Ljubljani, Mariboru ali Kopru) v okviru programa Socrates/Erasmus in drugih ter narediti prakso. Pogosto se udeležijo Seminarja slovenskega jezika, literature in kulture v Ljubljani in Poletne šole slovenskega jezika v Kopru (prej v Portorožu). Veliko gostov iz Slovenije je obiskalo Univerzo v Bielski Biali: predavatelji (npr. Marko Jesenšek), pesniki (Primož Repar),  pisatelji (npr. Vlado Žabot, Maja Novak) in drugi umetniki (npr. pevec Klemen Pisk).

## Fakulteta za južno slavistiko na Univerzi v Lodžu
Slavistika je v Lodžu postala leta 1995. Na začetku se je imenovala Oddelek za slovansko filologijo v okviru Fakultete za zgodovino poljskega jezika in Slovansko filologijo Univerze v Lodžu. Status fakultete je dobila leta 1999. Zaradi odločitve rektorja  iz leta 2005, se je preimenovala iz Fakultete za slovansko filologijo v Fakulteto za južno slavistiko. Fakulteto je od začetka vodila predstojnica prof. dr. hab. Magorzata Korytkowska. Leta 2012 je vodja katedre postal prof.dr hab. Georgi Minčev.
Do študijskega leta 2005/2006 je bil na Fakulteti za južno slavistiko dostopen študij slovanske filologije v 5-letnem dnevnem diplomskem sistemu. Študijski načrt je vseboval lektorat vsaj dveh iz treh slovanskih jezikov. Glavni in diplomski jeziki študija so bili bolgarska vina, slovenska vina ali srbska vina.
Leta 2006/2007 se je študij preusmeril v 3-letno licenciatsko slovansko filologijo.
Študentje slavistike, razen zelo dobrega znanja glavnega jezika, drugega izbranega južnoslovanskega jezika in ruščine, dobivajo podrobne informacije iz zgodovine, kulture in leposlovja določenega naroda. Ukvarjajo se tudi s slovansko paleografijo, tekstologijo, duhovno in ljudsko kulturo Slovanov, ter geopolitičnim položajem Balkana. Najboljši študentje dobivajo štipendijo za  jezikovne tečaje ali prakso v tujini.
Na slavistiki so organizirane kulturne prireditve, npr. gledališke predstave v raznih slovanskih jezikih. Lodžka slavistika organizira vsepoljsko olimpijado bolgarskega jezika. Naši študentje se udeležujejo prevajalskih natečajev, mednarodnih študentskih konferenc, prevajalskih delavnic. Organizirani so tudi znanstveni izleti, posvečeni ikonografiji, slovanski paleografiji in folkloru.

### Lektorat
Lektorat slovenščine se je na Fakulteti za južno slavistiko pojavil že od študijskega leta 1996/1997, najprej kot jezik B. Od februarja 1997, ko je glavni lektor postal mag. Aleksander Križ, je slovenščina en izmed diplomskih jezikov (jezikov A). Naslednji lektorji so bili: dr. Janja Volmajer (2009-2011), mag. Mateja Gojkošek (2011-2014) ter mag. Boris Kern (2014 do zdaj).
Danes se slovenščino kot glavni jezik (jezik A) učijo študentje drugega letnika ter kot drugi jezik (jezik B) študentje ostalih štirih letnikov. Študentje imajo lektorate ne samo z lektorjem, ampak tudi z absolventkami slavistike, dr. Katarzyno Bednarsko, dr Anetto Buras-Marciniak, dr Anno Stefan in dr. Agnieszko Zatorsko.
Slovenisti lodžke univerze se udeležujejo različnih prireditev, da bi izboljšali svoje jezikovne spretnosti, npr. hodijo na izlete in se pogovarjajo samo po slovensko. Udeležujejo se kulturnih prireditev s slovenskimi pesniki, umetniki in prevajalci npr. literarni večer z Janijem Virkom, povezan s publikacijo njegove knjige Smeh za leseno pregrado, prevajalska delavnica s Tatjano Jamnik, literarno glasbeni večer s Klemenom Piskom, festival Zlati čoln.

#### Lektor
Aleksander Križ je absolvent zgodovine na Univerzi v Ljubljani, kjer se je učil tudi poljščino. Preden je postal lektor na Univerzi v Lodžu, je bil štipendist na univerzi v Krakovu v okviru mednarodne izmenjave.
Od februarja 1997 vodi lektorate slovenskega jezika na Lodški slavistki. Razen lektorskih vaj, predava tudi zgodovino in kulturo Slovenije.

### Znanstveni krožek
Znanstveni krožek je nastal leta 1995, nekaj mesecev po otvoritvi loške slavistike. Njegov glavni cilj je , približanje študentom slovanske zgodovine, kulture in umetnosti, organiziranje in udeležba v seminarjih, konferencah, simpozijih ter znanstvenih srečanjih.
V okviru delavnosti Krožka so organizirana srečanja s predavatelji iz drugih slavistik na Poljskem ter z gosti iz tujine. Krožek organizira tudi konference.
Člani Krožka skupaj s tutorji organizirajo tudi znanstvene izlete. Dva izleta sta že bila organizirana na poljsko-ukrajinsko območje, na Lemkovo in Bojkovo zemljo, dva pa na Podlasie.

## Inštitut za zahodno in južno slavistiko Univerze v Varšavi
Začetki varšavske slavistike so povezani z nastajanjem Varšavske Univerze leta 1816. Podrobnejše podatke lahko najdete na spletni strani: http://www.iszip.uw.edu.pl/
Inštitut za zahodno in južno slavistiko deluje pod tem nazivom od leta 2005 (prej se je imenoval Inštitut za slovansko filologijo). Spremembo je povzročil prehod od filološkega študijskega profila do vede o kulturi.
Jeziki, ki jih poučujejo na Inštitutu so: slovaški, bolgarski, hrvaški, srbski in slovenski, organizira pa tudi tečaje makedonščine in ruščine.
Poleg lektoratov potekajo v A jeziku tudi predmeti, npr. Kulturna geografija Slovenije ali Politčno življenje na Slovenskem.  S slovensko literaturo in kulturo se ukvarja mdr. Marta Cmiel-Bażant.

### Lektorica in študenti
Od leta 1993 je lektorica slovenščine na Univerzi v Varšavi Jasmina Galos, ki prihaja iz Ljubljane.
Trenutno slovenščino študirata skupini, ki sta začeli študij leta 2003 in 2005.
Skupaj z lektorico delajo prevode in organizirajo številne prireditve v okviru Krožka slavistov UW. Najboljši študenti se vsako leto udeležujejo izmenjav in seminarja slovenskega jezika kulture in literature v Ljubljani in Kopru.

### Slavistični krožek UW
V okviru Krožka deluje slovenistična sekcija z imenom Bratstvo svetega Martina. To je najbolj aktivna sekcija v Krožku. 
Samo v preteklem letu je Bratstvo organiziralo v okviru Svetovnih dni slovenistike slovaško-poljsko-slovenski literarni večer (23. novembra 2006) in avtorski večer Janija Virka (13. marca 2007). Študenti so posneli tudi film. V sodelovanju s Krožkom raziskovalcev narodnostnih manjšin na Inštitutu za sociologijo UW so predstavili 14. junija 2007 študentske dokumentarne filme o Sloveniji.

## Slavistika na Univerzi v Krakovu
Študentje se slovenščine učijo v četrtem letniku in prvem semestru petega letnika. To je izbirni predmet (slovenščina ali makedonščina), traja 90 ur, predmet se imenuje tudi tretji slovanski jezik. Slovenščino izbira precej več študentov kot makedonščino. 
Dodatno obstaja skupina, ki se uči slovensko v okviru opcije (popolnoma
izbirnega predmeta) za nižje letnike. Skupina obstaja že dve leti, gre za študente od drugega do četrtega letnika. 
Obstaja tudi skupina nadaljevalcev, ki se učijo fakultativno. To so večinoma diplomanti slovenistike, tako da predmet ni vključen v študijske programe.
S slovensko literaturo se v Krakovu znanstveno ukvarja Marlena Gruda, tudi prevajalka iz slovenščine.

### Lektorat
Lektorat obstaja formalno od leta 1962, že prej pa so slovenščino učili štipendisti iz Slovenije. Gre za najstarejši lektorat na
Poljskem. Ves čas je slovenistika le lektorat, nikoli ni bila diplomski
predmet. Poučuje lektor iz Slovenije, tudi druge slovenistične predmete, ki
se občasno najdejo v programu, predava lektor. Del slovenističnih vsebin
lahko najdemo tudi pri drugih slavističnih predmetih in pri drugih
predavateljih. Trenutno je študentov več kot 80.

## Katedra slavistike na Filološko-zgodovinskem oddelku Univerze v Gdansku
Katedra slavistike na Filološko-zgodovinskem oddelku Univerze v Gdansku je nastala 1. julija 1997 in začela redno delovati že v študijskem letu 1998/1999. Vodi jo predstojnica prof. dr. prof. Krystyna Szcześniak. Študentke in študenti lahko izbirajo med študijem hrvaščine ali srbščine. Med študijem lahko spoznavajo tudi zgodovino, literaturo, kulturo in predvsem jezik drugih južnoslovanskih držav. Študentke in študenti sami izberejo lektorat drugega slovanskega jezika. Na izbiro imajo slovenščino, ruščino, češčino in ukrajinščino. Ob dveh slovanskih jezikih študijski program predvideva tudi praktično učenje enega zahodnoevropskega jezika.

### Lektorat slovenščine
V študijskem letu 2005/2006 je lektorat slovenskega jezika kot drugega tujega jezika prvič obvezni-izbirni predmet slavističnega študija na Univerzi v Gdansku. Trenutno se slovenščine učijo študenti II. letnika v okviru licenciatskega študija, lektorat traja eno leto.
Lektorat slovenščine je nastal zaradi potrebe po učenju drugega južnoslovanskega jezika in predvsem zato, ker študentke in študente slavistike zanimata slovenski jezik in kultura. Lektorat slovenskega jezika od začetka svojega delovanja vodi Mag. Maša Guštin.
Študentke in študenti v okviru lektorata slovenskega jezika ne spoznavamo samo slovenščine in Slovenije, temveč se tudi aktivno angažiramo v pripravi različnih kulturnih projektov. Študij predvideva 4 ure drugega slovanskega jezika tedensko, eno leto. Z dejstvom, da je naše učenje slovenščine omejeno samo na eno leto, sicer z možnostjo poznejšega nadaljevanja v okviru magistrskega študija, je povezana tudi naša iniciativa oblikovanja spletne strani „Čar Slovenije”, saj bomo tako študentke in študenti ostali v stiku z jezikom in kulturo Slovenije tudi po zaključenem lektoratu slovenščine.

## Inštitut slovanskih jezikov na šlezijski univerzi
Slavistika na Šlezijski univerzi je nastala leta 1974. Pobudnik je bil prof. dr hab. Kazimierz Polański. Na začetku se je nahajala pri Fakulteti za tuje jezike kot Oddelek za slovanske jezike. V letu 1980 jo je doc. dr hab. Włodzimierz Pianka preoblikoval v Katedro slovanskih jezikov, preoblikoval je tudi njeno strukturo. V letu 1990 je prof. dr hab. Emil Tokarz preoblikoval katedro v Inštitut slovanske filologije in takrat se je tudi začel izreden razvoj slavistike. Zdaj je direktor inštituta prof. dr hab. Józef Zarek. 
	Sedaj je možno na inštitutu študirati južnoslovanske in zahodnoslovanske jezike. Šlezijska slavistika zaposluje specialiste skoraj vseh slovanskih jezikov in tako kot študij prvega jezika lahko izbirajo:
- bolgarščino
- hrvaščino
- češčino
- makedonščino
- srbščino
- slovaščino
- in slovenščino.

	V vsakem letu je možno na slavistiki izbirati med 4 študiji jezikov. Potem, v drugem letniku, izberejo študentje drugi jezik izmed jezikov, ki jih je bilo mogoče vpisati kot študij v posameznem letniku.  

### Lektorat slovenščine
Slovenistika na inštitutu je nastala leta 1991, ko je bil direktor prof. dr hab. Emil Tokarz. Naša slovenistika je bila prva slovenistika na Poljskem. 
Trenutno 2 skupini študirata slovenščino kot prvi jezik. 2. letnik obiskuje 19 oseb, 3. letnik pa 15 oseb. Ena skupina ima slovenščino kot drugi jezik. Slovenščino kot drugi jezik študirajo študenti 4. letnika (bolgaristi, bohemisti, makedonisti in serbisti), teh je 24. 

### mag. Urška Kerin
Urška Kerin je univerzitetna diplomirana komunikologinja in profesorica slovenščine. Oba študija je končala na Univerzi v Ljubljani. Od študijskega leta 2007/2008 je lektorica slovenskega jezika na Katedri za slavistiko na Šlezijski univerzi. Že prej se je ukvarjala z različnimi projekti in s promocijo, zato načrtuje intenzivno sodelovanje s študenti katedre. Skupaj že sodelujejo pri pripravi slavističnega in filmskih večerov.
Na slavistiki delajo tudi Poljaki, ki so po izobrazbi slovenisti:

### prof. dr. hab. Bożena Tokarz
Prof. dr. hab. Bożena Tokarz na Inštitutu slavistike na Šlezijski univerzi, voditeljica Zavoda za literarno teorijo in prevod, raziskovalka poljske in slovenske poezije 20. stoletja, literarna zgodovinarka. Ukvarja se s komparativistiko, literarno teorijo in teorijo prevoda ter z zgodovinsko poezijo. Je voditeljica Zavoda za literarno teorijo in prevod od njegove ustanovitve, torej od leta 1992. Je avtorica preko 100 razprav, člankov, kritičnih revij in literarnih esejev, ki so bili objavljeni v domačih in tujih časopisih. Med drugim je pisala o spremembah umetniških oblik (v slovenski in poljski poeziji), o teoriji prevoda, medkulturnih dvogovorih v literaturi, napisala pa je tudi številne literarne kritike. V letu 2007 je dobila Pretnarjevo nagrado za širjenje slovenske literature in kulture na Poljskem (skupaj s svojim možem prof. dr hab. Emilom Tokarzem).

### dr. hab. Władysław Kryzia
Dr hab. Władysław Kryzia je končal študij slavistike na Jagelonski univerzi v Krakovu  v letu 1965. Zaposlen je na Inštitutu slovanske filologije na Šlezijski univerzi. Od leta 1998 sodeluje tudi z Katedro južne slavistike. Njegovo preučevanje je usmerjeno v  slovansko jezikoslovje s specialnim pregledom  južnoslovanskih jezikov.

### dr. Monika Gawlak
Dr. Monika Gawlak je absolventka slovanske filologije pri Šlezijski univerzi, specializirana v slovenistiki. Njena doktorska dizertacija s področja književnosti je imela za glavno temo specifike pesniških tvorb Gregorja Strniše – sočasnega slovenskega pesnika. Zanima jo tudi sočasna proza (zlasti mlada in najmlajša slovenska proza, med drugimi: Jani Virk, Andrej Blatnik, Vlado Žabot, Berta Bojetu – Boete, Polona Glavan, Nina Kokelj, Irena Svetek), slovenska drama, teorija literature (raziskovanje kulture, feminizem, gender in queer), translatologija in metodika poučevanja tujih jezikov.

### dr. Joanna Pszczoła
Dr. Joanna Pszczoła je slovenistka, publicistka, adiunkt Šlezijske univerze. Absolventka prve slovenistike na Poljskem, ki je nastala leta 1991. Več kot 8 let dela na Šlezijski univerzi, učila je različne predmete, npr.: lektorat slovenskega jezika, teorijo in vaje iz prevoda, tudi vaje iz slovenske kulture in literature. Ukvarja se s sočasno slovensko literaturo in kulturnimi spremembami, s poezijo in metafiziko. Te stvari raziskuje v sočasni slovenski literaturi. Svoje tekste objavlja na Poljskem in v tujini, piše v poljščini in slovenščini. Udeležuje se simpozijev in konferenc na Poljskem in v tujini. Ukvarjala se je tudi s prevodom, prevajala je različne tekste.

### mag. Maja Jasińska
Mag. Maja Jasińska je diplomirala leta 2007. Za slovenščino se je odločila, ker se je vedno rada učila jezike. Slovenski jezik se ji je zdel zanimiv predvsem zato, ker na Poljskem ni popularen, ni znan. Ukvarja se predvsem z jezikoslovjem, jo pa zanimajo tudi kultura in sociološki pojavi v Sloveniji.
mag. Anna Muszyńska

## Znanstveni krožek
Na Šlezijski slavistiki deluje slovanski znanstveni krožek »Światowid« (povezava:  in forum: ).
Znanstveni krožek slavistov se od leta 1987 nahaja pri Inštitutu slovanske filologije na Šlezijski univerzi v Sosnovcu. KNS Światowid je avtonomna študentska organizacija, ki združuje študente slavistike Šlezijske univerze, njenih absolventov, tudi študentov polonistike in slavistike iz tujih univerz. Združuje pa tudi študente drugih oddelkov. 
Od leta 2000 ima KNS Światowid internetno stran in svoj časopis »Noviny Slavia«, objavlja tudi (skupaj s Šlezijsko univerzo iz Opave) poetični almanah Artemisia. 
	KNS Światowid deluje za popularizacijo slovanske kulture, literature in umetnosti. Organizira tekmovanja, znanstvena srečanja, poetične, filmske in glasbene večere ter izlete. Navezuje znanstvene stike s študenti slavistik iz Poljske, Bolgarije, Hrvaške, Češke, Makedonije, Srbije, Slovaške, Slovenije in Lužic.

## Povezave
Povezave na fakultete slavistike:

http://www.slavica.uni.lodz.pl 

http://www.slaw.us.edu.pl Arhivirano 2017-12-15 na Wayback Machine.

http://www.iszip.uw.edu.pl/

http://www.kss.ath.bielsko.pl/

http://www.fh.ug.gda.pl/struktura_wydzialu/katedra_slawistyki/slawistyka.html Arhivirano 2007-07-15 na Wayback Machine.
Povezava na stran univerze: 

http://www.ath.bielsko.pl/

Znanstveni krožek slavistov v Bielsko-białi:

http://www.slawistyka.ath.bielsko.pl/news.php Arhivirano 2008-01-29 na Wayback Machine.
Dvojezična spletna stran "Czar Słowenii/Čar Slovenije":

http://www.czar-slowenii.pl/